# Scottocalanus helenae
Scottocalanus helenae är en kräftdjursart som först beskrevs av Lubbock 1856.  Scottocalanus helenae ingår i släktet Scottocalanus och familjen Scolecitrichidae. Inga underarter finns listade i Catalogue of Life.